# Branko Vukičević
Branko Vukičević (en serbio:Брaнко Вукићевић; Belgrado, Serbia, 18 de diciembre de 1961) es un  exjugador de baloncesto serbio. Con 2.12 de estatura, su puesto natural en la cancha era el de pívot. Fue medalla de bronce con Yugoslavia en los Juegos Olímpicos de Los Ángeles de 1984.

## Trayectoria
- OKK Belgrado (1980-1983)
- Cibona Zagreb (1983-1988)
- KK Zagreb (1989-1990)
- Pezinok (1993-1994)

## Palmarés
- Liga de Yugoslavia: 2

Cibona de Zagreb: 1983-84, 1984-85
- Copa de Yugoslavia: 3

Cibona de Zagreb:  1985, 1986, 1988
- Euroliga: 2

Cibona de Zagreb:  1985, 1986.
- Recopa: 2

Cibona:  1986-87